# Stunnel
Stunnel – program służący do tunelowania ruchu TCP za pomocą protokołu SSL. Należy do rodziny aplikacji zwanych wrapperami.
Zgodnie z wymaganiami normy FIPS 140-2 kod źródłowy stunnela pozbawiony jest jakichkolwiek funkcji kryptograficznych. Zamiast tego wykorzystuje zewnętrzne biblioteki dostarczane przez pakiet OpenSSL. W rezultacie jeśli jakiś algorytm kryptograficzny zostanie dodany lub usunięty z pakietu OpenSSL, stunnel uzyska lub utraci możliwość korzystania z tego algorytmu.
Wybrane cechy aplikacji:
- możliwość pracy w trybie serwera i klienta
- wykorzystanie PSK i PKI
- możliwość pracy w trybie standalone daemon oraz Inetd
- możliwość instalacji na różnych systemach operacyjnych
- współpraca z TCP wrapper
- możliwość uruchomienia w środowisku chroot
- stosunkowa łatwość konfiguracji (pojedynczy plik konfiguracyjny)
- uruchamianie w przestrzeni użytkownika – nie wymaga praw administratora
- mała integracja w system operacyjny: stunnel nie instaluje dodatkowych interfejsów sieciowych

Program dostępny jest na wiele platform, w tym niemal wszystkie systemy Unix, OpenVMS i Microsoft Windows
Autorem programu jest Michał Trojnara.